# گاهشماری همیشگی هنری–هانکه
گاهشماری همیشگی هنری–هانکه (به انگلیسی:Hanke–Henry Permanent Calendar (HHPC)) پیشنهادی برای اصلاح گاهشماری است. این گاهشماری یکی از نمونه‌های گاهشماری‌های هفته کبیسه است که با الحاق هفته‌های کامل به‌جای روزهای منفرد، هم‌زمانی با سال خورشیدی را حفظ می‌کنند. این گاهشماری نسخه‌ای اصلاح‌شده از پیشنهاد پیشین به نام گاهشماری و زمان مدنی مشترک (CCC&T) است. در گاهشماری همیشگی هنری–هانکه، هر تاریخ گاهشماری همیشه با همان روز هفته مطابقت دارد. ویژگی برجسته این نظام گاهشماری، برچیدن مناطق زمانی است.

## ویژگی‌ها

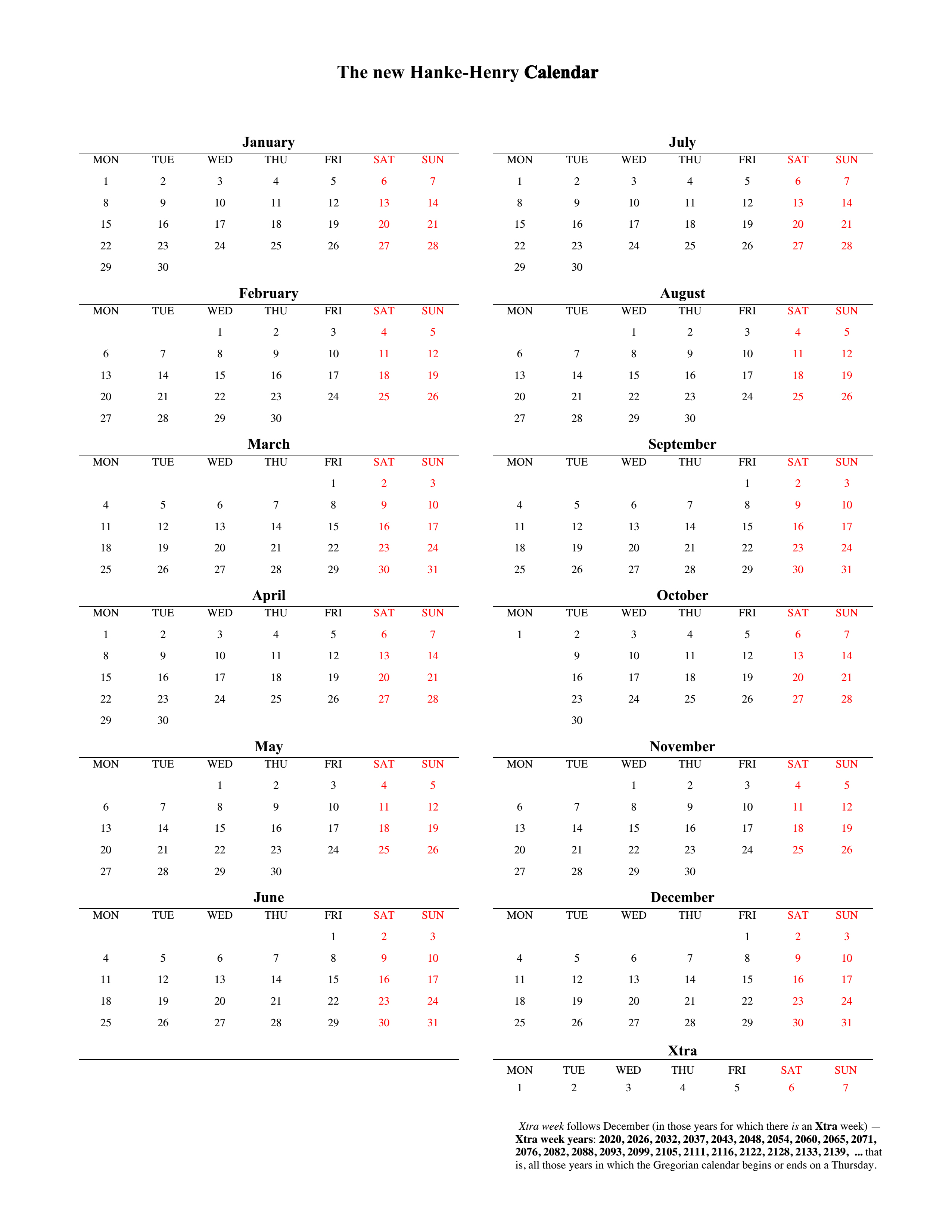
نخستین نسخه گاهشماری هنری–هانکه

در حالی که بسیاری از اصلاحات گاهشماری بر افزایش دقت گاهشماری تمرکز دارند، گاهشماری همیشگی هنری–هانکه بر ایجاد یک گاهشماری همیشگی تأکید دارد، به‌گونه‌ای که هر تاریخ در هر سال با همان روز هفته هم‌خوانی داشته باشد. جابه‌جایی روزهای هفته نسبت به تاریخ‌ها از این واقعیت ناشی می‌شود که تعداد روزهای یک سال فیزیکی (یک دور کامل زمین به دور خورشید، تقریباً ۳۶۵٫۲۴ روز) مضربی از هفت نیست. با کاهش سال‌های معمولی به ۳۶۴ روز (۵۲ هفته) و افزودن یک هفته اضافی هر پنج یا شش سال، گاهشماری همیشگی هنری–هانکه جابه‌جایی روزهای هفته را حذف کرده و سال گاهشماری را با تغییرات فصلی ناشی از گردش زمین به دور خورشید هماهنگ می‌کند. هفته کبیسه، که به نام «اکسترا» شناخته می‌شود، در سال‌هایی رخ می‌دهد که در گاهشماری میلادی یا با پنجشنبه آغاز شوند (حروف تسلطی D، DC) یا به پنجشنبه ختم شوند (D، ED)، و بین پایان دسامبر و آغاز ژانویه قرار می‌گیرد. بنابراین، هر سال همواره بین ۲۹ دسامبر و ۴ ژانویه در گاهشماری میلادی آغاز می‌شود. این قاعده مشابه قاعده هفته‌های ایزو است.
در گاهشماری همیشگی هنری–هانکه، ماه‌های ژانویه، فوریه، آوریل، مه، ژوئیه، اوت، اکتبر و نوامبر ۳۰ روز دارند، در حالی که مارس، ژوئن، سپتامبر و دسامبر ۳۱ روزه هستند، به‌گونه‌ای که هر فصل شامل دو ماه ۳۰ روزه و یک ماه ۳۱ روزه (۳۰:۳۰:۳۱) است. اگرچه گاهشماری همیشگی هنری–هانکه طول ماه‌ها را تغییر می‌دهد، هفته‌ها و روزها بدون تغییر باقی می‌مانند.
هانکه و هنری بحث جدی‌ای دربارهٔ سالگردها، به‌ویژه آن‌هایی که در ۳۱ ژانویه، ۳۱ مه، ۳۱ ژوئیه، ۳۱ اوت و ۳۱ اکتبر برگزار می‌شوند (زیرا این روزها حذف شده‌اند)، ارائه نکرده‌اند. پرس‌وجوهای وب‌سایت آن‌ها به‌سادگی پیشنهاد می‌کند که افراد روز تولد خود را یا به‌صورت تصادفی انتخاب کنند یا به‌طور منظم از روز ۳۰، یعنی آخرین روز آن ماه، استفاده کنند. این روش برای برخی جشن‌ها مانند هالووین که باید در روز پیش از همه قدیسان در نخست نوامبر برگزار شود، منطقی است. راه‌حل سوم، که در برخی اصلاحات گاهشماری دیگر پذیرفته شده، استفاده پیش‌گاهشماری از گاهشماری و یافتن تاریخ معادل در سال اصلی است، هرچند این کار احتمالاً باید برای همه تاریخ‌ها انجام شود: برای مثال، ۴ ژوئیه ۱۷۷۶ (روز استقلال) پنجشنبه بود، همان‌طور که در HHPC است، اما ۱۴ ژوئیه ۱۷۸۹ (روز باستیل) سه‌شنبه بود، نه یکشنبه، و بنابراین باید به ۱۶ ژوئیه منتقل شود.
به‌عنوان بخشی از این پیشنهاد گاهشماری، مناطق زمانی حذف شده و با زمان هماهنگ جهانی (UTC) جایگزین می‌شوند.
هنری استدلال می‌کند که پیشنهاد او در مقایسه با برخی دیگر موفق خواهد بود، زیرا چرخه هفتگی را حفظ می‌کند و بنابراین به فرمان چهارم («روز سبت را به‌خاطر داشته باش تا آن را مقدس بداری») در یهودیت و مسیحیت احترام می‌گذارد.
| د  | س  | چ  | پ  | ج  | ش  | ی  |
| -- | -- | -- | -- | -- | -- | -- |
| ۰۱ | ۰۲ | ۰۳ | ۰۴ | ۰۵ | ۰۶ | ۰۷ |
| ۰۸ | ۰۹ | ۱۰ | ۱۱ | ۱۲ | ۱۳ | ۱۴ |
| ۱۵ | ۱۶ | ۱۷ | ۱۸ | ۱۹ | ۲۰ | ۲۱ |
| ۲۲ | ۲۳ | ۲۴ | ۲۵ | ۲۶ | ۲۷ | ۲۸ |
| ۲۹ | ۳۰ |    |    |    |    |    |

| د  | س  | چ  | پ  | ج  | ش  | ی  |
| -- | -- | -- | -- | -- | -- | -- |
|    |    | ۰۱ | ۰۲ | ۰۳ | ۰۴ | ۰۵ |
| ۰۶ | ۰۷ | ۰۸ | ۰۹ | ۱۰ | ۱۱ | ۱۲ |
| ۱۳ | ۱۴ | ۱۵ | ۱۶ | ۱۷ | ۱۸ | ۱۹ |
| ۲۰ | ۲۱ | ۲۲ | ۲۳ | ۲۴ | ۲۵ | ۲۶ |
| ۲۷ | ۲۸ | ۲۹ | ۳۰ |    |    |    |

| د  | س  | چ  | پ  | ج  | ش  | ی  |
| -- | -- | -- | -- | -- | -- | -- |
|    |    |    |    | ۰۱ | ۰۲ | ۰۳ |
| ۰۴ | ۰۵ | ۰۶ | ۰۷ | ۰۸ | ۰۹ | ۱۰ |
| ۱۱ | ۱۲ | ۱۳ | ۱۴ | ۱۵ | ۱۶ | ۱۷ |
| ۱۸ | ۱۹ | ۲۰ | ۲۱ | ۲۲ | ۲۳ | ۲۴ |
| ۲۵ | ۲۶ | ۲۷ | ۲۸ | ۲۹ | ۳۰ | ۳۱ |

| د  | س  | چ  | پ  | ج  | ش  | ی  |
| -- | -- | -- | -- | -- | -- | -- |
| ۰۱ | ۰۲ | ۰۳ | ۰۴ | ۰۵ | ۰۶ | ۰۷ |
| ۰۸ | ۰۹ | ۱۰ | ۱۱ | ۱۲ | ۱۳ | ۱۴ |
| ۱۵ | ۱۶ | ۱۷ | ۱۸ | ۱۹ | ۲۰ | ۲۱ |
| ۲۲ | ۲۳ | ۲۴ | ۲۵ | ۲۶ | ۲۷ | ۲۸ |
| ۲۹ | ۳۰ |    |    |    |    |    |

| د  | س  | چ  | پ  | ج  | ش  | ی  |
| -- | -- | -- | -- | -- | -- | -- |
|    |    | ۰۱ | ۰۲ | ۰۳ | ۰۴ | ۰۵ |
| ۰۶ | ۰۷ | ۰۸ | ۰۹ | ۱۰ | ۱۱ | ۱۲ |
| ۱۳ | ۱۴ | ۱۵ | ۱۶ | ۱۷ | ۱۸ | ۱۹ |
| ۲۰ | ۲۱ | ۲۲ | ۲۳ | ۲۴ | ۲۵ | ۲۶ |
| ۲۷ | ۲۸ | ۲۹ | ۳۰ |    |    |    |

| د  | س  | چ  | پ  | ج  | ش  | ی  |
| -- | -- | -- | -- | -- | -- | -- |
|    |    |    |    | ۰۱ | ۰۲ | ۰۳ |
| ۰۴ | ۰۵ | ۰۶ | ۰۷ | ۰۸ | ۰۹ | ۱۰ |
| ۱۱ | ۱۲ | ۱۳ | ۱۴ | ۱۵ | ۱۶ | ۱۷ |
| ۱۸ | ۱۹ | ۲۰ | ۲۱ | ۲۲ | ۲۳ | ۲۴ |
| ۲۵ | ۲۶ | ۲۷ | ۲۸ | ۲۹ | ۳۰ | ۳۱ |

| د  | س  | چ  | پ  | ج  | ش  | ی  |
| -- | -- | -- | -- | -- | -- | -- |
| ۰۱ | ۰۲ | ۰۳ | ۰۴ | ۰۵ | ۰۶ | ۰۷ |
| ۰۸ | ۰۹ | ۱۰ | ۱۱ | ۱۲ | ۱۳ | ۱۴ |
| ۱۵ | ۱۶ | ۱۷ | ۱۸ | ۱۹ | ۲۰ | ۲۱ |
| ۲۲ | ۲۳ | ۲۴ | ۲۵ | ۲۶ | ۲۷ | ۲۸ |
| ۲۹ | ۳۰ |    |    |    |    |    |

| د  | س  | چ  | پ  | ج  | ش  | ی  |
| -- | -- | -- | -- | -- | -- | -- |
|    |    | ۰۱ | ۰۲ | ۰۳ | ۰۴ | ۰۵ |
| ۰۶ | ۰۷ | ۰۸ | ۰۹ | ۱۰ | ۱۱ | ۱۲ |
| ۱۳ | ۱۴ | ۱۵ | ۱۶ | ۱۷ | ۱۸ | ۱۹ |
| ۲۰ | ۲۱ | ۲۲ | ۲۳ | ۲۴ | ۲۵ | ۲۶ |
| ۲۷ | ۲۸ | ۲۹ | ۳۰ |    |    |    |

| د  | س  | چ  | پ  | ج  | ش  | ی  |
| -- | -- | -- | -- | -- | -- | -- |
|    |    |    |    | ۰۱ | ۰۲ | ۰۳ |
| ۰۴ | ۰۵ | ۰۶ | ۰۷ | ۰۸ | ۰۹ | ۱۰ |
| ۱۱ | ۱۲ | ۱۳ | ۱۴ | ۱۵ | ۱۶ | ۱۷ |
| ۱۸ | ۱۹ | ۲۰ | ۲۱ | ۲۲ | ۲۳ | ۲۴ |
| ۲۵ | ۲۶ | ۲۷ | ۲۸ | ۲۹ | ۳۰ | ۳۱ |

| د  | س  | چ  | پ  | ج  | ش  | ی  |
| -- | -- | -- | -- | -- | -- | -- |
| ۰۱ | ۰۲ | ۰۳ | ۰۴ | ۰۵ | ۰۶ | ۰۷ |
| ۰۸ | ۰۹ | ۱۰ | ۱۱ | ۱۲ | ۱۳ | ۱۴ |
| ۱۵ | ۱۶ | ۱۷ | ۱۸ | ۱۹ | ۲۰ | ۲۱ |
| ۲۲ | ۲۳ | ۲۴ | ۲۵ | ۲۶ | ۲۷ | ۲۸ |
| ۲۹ | ۳۰ |    |    |    |    |    |

| د  | س  | چ  | پ  | ج  | ش  | ی  |
| -- | -- | -- | -- | -- | -- | -- |
|    |    | ۰۱ | ۰۲ | ۰۳ | ۰۴ | ۰۵ |
| ۰۶ | ۰۷ | ۰۸ | ۰۹ | ۱۰ | ۱۱ | ۱۲ |
| ۱۳ | ۱۴ | ۱۵ | ۱۶ | ۱۷ | ۱۸ | ۱۹ |
| ۲۰ | ۲۱ | ۲۲ | ۲۳ | ۲۴ | ۲۵ | ۲۶ |
| ۲۷ | ۲۸ | ۲۹ | ۳۰ |    |    |    |

| د  | س  | چ  | پ  | ج  | ش  | ی  |
| -- | -- | -- | -- | -- | -- | -- |
|    |    |    |    | ۰۱ | ۰۲ | ۰۳ |
| ۰۴ | ۰۵ | ۰۶ | ۰۷ | ۰۸ | ۰۹ | ۱۰ |
| ۱۱ | ۱۲ | ۱۳ | ۱۴ | ۱۵ | ۱۶ | ۱۷ |
| ۱۸ | ۱۹ | ۲۰ | ۲۱ | ۲۲ | ۲۳ | ۲۴ |
| ۲۵ | ۲۶ | ۲۷ | ۲۸ | ۲۹ | ۳۰ | ۳۱ |

| د  | س  | چ  | پ  | ج  | ش  | ی  |
| -- | -- | -- | -- | -- | -- | -- |
| ۰۱ | ۰۲ | ۰۳ | ۰۴ | ۰۵ | ۰۶ | ۰۷ |

## تاریخچه

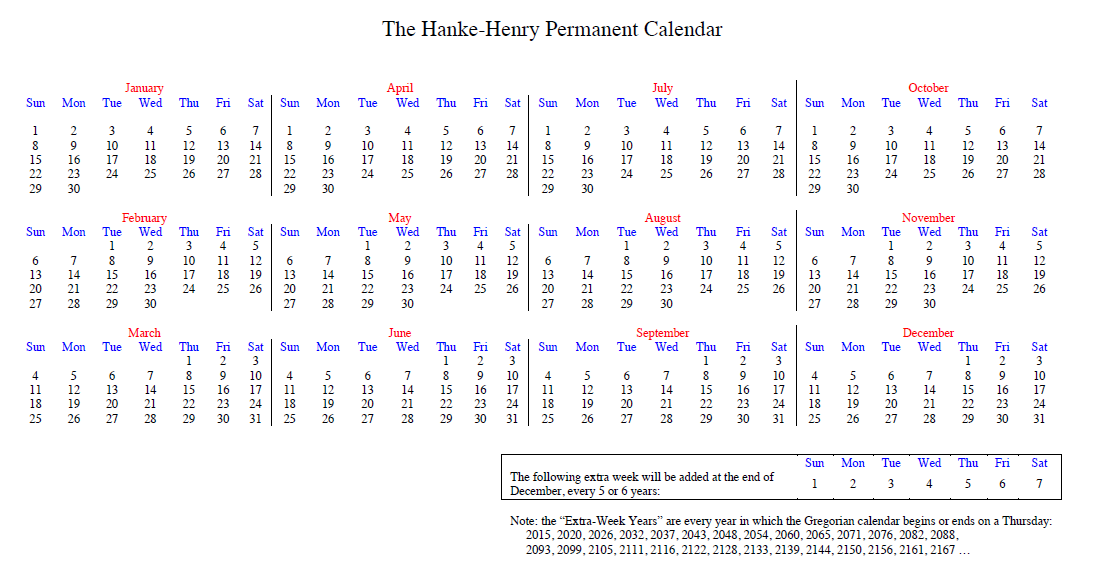
نسخه پیش از ۲۰۱۶ گاهشماری همیشگی هنری–هانکه با هفته‌هایی که هنوز از یکشنبه آغاز می‌شوند، اما اکسترا در پایان سال قرار دارد

در سال ۲۰۰۴، ریچارد کان هنری، استاد ستاره‌شناسی در دانشگاه جانز هاپکینز، پیشنهاد پذیرش گاهشماری‌ای به نام گاهشماری و زمان مدنی مشترک (CCC&T) را مطرح کرد که آن را به‌عنوان اصلاح پیشنهادی رابرت مک‌کلنون توصیف کرد. نسخه اصلی هنری اساساً ساختاری مشابه ساختار کنونی داشت، اما هفته کبیسه آن به نام «نیوتن» بین ژوئن و ژوئیه در میانه سال قرار می‌گرفت.
قاعده کبیسه برای تطابق با قاعده هفته کبیسه ایزو انتخاب شد تا تغییرات آغاز سال نسبت به گاهشماری میلادی به حداقل برسد، در حالی که رابرت مک‌کلنون در ابتدا قاعده کبیسه ساده‌تری پیشنهاد کرده بود که منجر به تغییرات نجومی بیشتری می‌شد: سال‌هایی که عددشان بر ۵ قابل تقسیم باشد، هفته کبیسه داشتند، اما سال‌هایی که عددشان بر ۴۰ قابل تقسیم بود، مگر اینکه بر ۴۰۰ نیز قابل تقسیم باشند، هفته کبیسه نداشتند.
هنری پیشنهاد کرده بود که انتقال به این گاهشماری در ۱ ژانویه ۲۰۰۶ انجام شود، زیرا در آن سال گاهشماری او و گاهشماری میلادی سال را در یک روز آغاز می‌کنند. پس از گذشتن این تاریخ، او پیشنهاد حذف ۳۱ دسامبر ۲۰۰۶ را برای شروع در سال ۲۰۰۷ یا حذف ۳۰ و ۳۱ دسامبر ۲۰۰۷ را برای آغاز در سال ۲۰۰۸ مطرح کرد.
در اواخر سال ۲۰۱۱، این گاهشماری توسط اقتصاددان دانشگاه جانز هاپکینز، استیو هانکه، بازنگری شد و هفته کبیسه از میانه سال به پایان سال منتقل شد و به «اکسترا» تغییر نام داد، که نتیجه آن گاهشماری همیشگی هنری–هانکه بود. تاریخ هدف برای پذیرش جهانی ابتدا ۱ ژانویه ۲۰۱۷ بود، اما سپس به سال ۲۰۱۸ به تعویق افتاد، زمانی که طراحی گاهشماری در اوایل سال ۲۰۱۶ تغییر کرد تا دوشنبه به‌عنوان آغاز هفته، فصل و سال انتخاب شود، تا با استاندارد بین‌المللی موجود ایزو ۸۶۰۱ سازگارتر باشد.
در سال ۲۰۱۶، توسعه‌دهنده وب بلک تنت دیجیتال برنامه رسمی گاهشماری هنری–هانکه را منتشر کرد که امکان تبدیل بین گاهشماری میلادی و هنری–هانکه را فراهم می‌کرد تا انتقال به این نظام گاهشماری تسهیل شود. این برنامه تا مارس ۲۰۱۸ دیگر در دسترس نبود.

## مقایسه
تفاوت اصلی بین پیشنهاد گاهشماری رابرت مک‌کلنون و اصلاحیه هنری در این است که اولی قاعده‌ای ساده برای تعیین سال‌های دارای هفته کبیسه دارد. این قاعده شبیه قاعده سال کبیسه میلادی است و دوره‌ای مشابه دارد. سال‌هایی که عددشان بر ۵ قابل تقسیم است، هفته کبیسه دارند، اما سال‌هایی که عددشان بر ۴۰ قابل تقسیم است، مگر اینکه بر ۴۰۰ نیز قابل تقسیم باشند، هفته کبیسه ندارند. نقطه ضعف اصلی این قاعده این است که سال نو نسبت به سال نو میلادی تا ۱۷ روز تغییر می‌کند (برای مثال، سال ۱۹۶۵ یازده روز زودتر از سال ۱۹۶۵ میلادی آغاز می‌شود و سال ۲۰۳۶ شش روز دیرتر از سال ۲۰۳۶ میلادی)، در حالی که قاعده هنری تضمین می‌کند که سال نو همیشه در محدوده سه روز از سال نو میلادی آغاز شود.
تفاوت کلیدی بین پیشنهاد گاهشماری Symmetry010 ارو برومبرگ و گاهشماری هانکه/هنری در الگوی طول ماه‌هاست، به‌طوری که اولی ماه بلندتر را در میانه هر فصل قرار می‌دهد (۳۰:۳۱:۳۰). پیشنهاد بلندپروازانه‌تر Symmetry454 همچنین هر ماه را دقیقاً شامل ۴ یا ۵ هفته می‌کند (۲۸:۳۵:۲۸). هر دو پیشنهاد هفته را از دوشنبه آغاز می‌کنند و برای استفاده با قاعده کبیسه متفاوتی طراحی شده‌اند که منجر به دوره کبیسه ۲۹۳ ساله می‌شود.
پیشنهادهای دیگر، مانند گاهشماری پکس از سال ۱۹۳۰ و گاهشماری ثابت بین‌المللی که توسط کاتسورث و ایستمن ترویج شد، دارای گاهشماری همیشگی با ۱۳ ماه ۲۸ روزه هستند. اولی همچنین دارای هفته کبیسه است، در حالی که دومی یک روز در پایان هر سال دارد که به هیچ ماه یا هفته‌ای تعلق ندارد و در سال‌های کبیسه یک روز دیگر اضافه می‌شود.

## برتری‌ها
- گاهشماری به‌صورت همیشگی است و سال به سال تغییر نمی‌کند، به‌جز نیاز به افزودن یک هفته در پایان هر ۵ یا ۶ سال.
- همه فصل‌ها تعداد روزهای یکسانی دارند که محاسبات مالی را ساده‌تر می‌کند.
برای مثال، این گاهشماری می‌توانست از ناهنجاری گزارش فصل چهارم ۲۰۱۲ شرکت اپل جلوگیری کند، جایی که به دلیل تعداد نامتعارف هفته‌ها در سال و برای اطمینان از دوره گزارش‌دهی ثابت، اپل نتایج فصلی را پس از سیزده هفته معمول به‌جای چهارده هفته سال پیش (به دلیل وجود هفته کبیسه در فصل) گزارش کرد، که باعث شد بسیاری از سرمایه‌گذارانی که متوجه این تنظیم نبودند، باور کنند اپل سودآوری کمتری از پیش‌بینی‌ها داشته است.[۹]
- با چیدمان ۳۰:۳۰:۳۱ و بدون احتساب تعطیلات ملی، دو ماه نخست هر فصل هر کدام ۲۲ روز کاری دارند و هر ماه سوم در سال‌های معمولی ۲۱ روز کاری دارد، اگر شنبه و یکشنبه به‌عنوان تعطیلات آخر هفته در نظر گرفته شوند. چیدمان‌های جایگزین ۳۰:۳۱:۳۰ و ۳۱:۳۰:۳۰ تغییرات بیشتری دارند: به ترتیب ۲۳:۲۲:۲۰ و ۲۲:۲۳:۲۰.
- برخلاف برخی پیشنهادهای اصلاحی دیگر، روزهای هفته یا نام ماه‌ها را تغییر نمی‌دهد.
- گاهشماری هر سال در همان روز، دوشنبه، ۱ ژانویه آغاز می‌شود. (در نسخه‌های پیشین یکشنبه بود)
- مانند گاهشماری میلادی، یکشنبه تا یکشنبه همیشه هفت روز است، همان‌طور که شنبه تا شنبه یا جمعه تا جمعه. (توجه: «یکشنبه تا یکشنبه» در اینجا به معنای آغاز یک یکشنبه تا آغاز یکشنبه بعدی است) از آنجا که هیچ روزی خارج از هفته‌های هفت‌روزه اضافه نمی‌شود، گروه‌های مذهبی نگران روزهای مقدس هفتگی نباید اعتراضی داشته باشند. (در پیشنهادهایی که روزهای منفردی خارج از هفته اضافه می‌کنند، مانند گاهشماری جهانی، روز استراحت یا عبادت واقعی «هفتم» بین آخر هفته‌ها و روزهای هفته جابه‌جا می‌شود)
- هیچ روزی بیش از ۵ روز پیش یا پس از همزاد میلادی خود نیست و تقریباً همه روزها در محدوده ۴ روز هستند.
- از آنجا که نسخه بازنگری‌شده با ایزو ۸۶۰۱ سازگار است، بسیاری از نرم‌افزارها از پیش برای پشتیبانی از HHPC آماده هستند. برنامه‌نویسان فقط باید راهی برای گروه‌بندی هفته‌ها به فصل‌ها و تقسیم آن‌ها به ماه‌ها اضافه کنند.

## کاستی‌ها
- رویدادهای با تاریخ ثابت سالانه (مانند تولدها، سالگردها) همیشه در همان روز هفته هر سال رخ می‌دهند، اگرچه بسیاری از کسانی که تولدشان در آخر هفته است ممکن است این را مزیتی بدانند.
- تولدها و سالگردهایی که در هفته ۵۳ام (کبیسه) رخ می‌دهند، تنها هر پنج تا شش سال یک‌بار اتفاق می‌افتند و چنین تولدها و سالگردهایی بیش از پنج برابر نسبت به تولدها و سالگردهای ۲۹ فوریه در گاهشماری میلادی رایج‌تر خواهند بود.
- گاهشماری به اندازه گاهشماری میلادی موجود و برخی گاهشماری‌های اصلاحی پیشنهادی با سال خورشیدی دقیقاً هم‌تراز نیست، بنابراین ممکن است برای برخی اهداف کشاورزی نیاز به استفاده مداوم از گاهشماری‌های نجومی دقیق‌تر باشد.
- اگر این گاهشماری به گاهشماری پیش‌فرض تبدیل شود، تمام مدیریت تاریخ در رایانه‌ها باید اصلاح شود، که بسیار پیچیده‌تر از اصلاح Y2K خواهد بود، اگرچه سازگاری جدید با تاریخ‌های هفته ایزو ۸۶۰۱ می‌تواند کمک کند.
- طول ماه‌های تغییر یافته، تطابق بهتری با فازهای قمری ایجاد نمی‌کنند.
- ماه‌های ۳۰ یا ۳۱ روزه به‌طور کامل از ماهیت همیشگی گاهشماری‌های هفته کبیسه بهره نمی‌برند، مانند ماه‌هایی که هر کدام ۴ یا ۵ هفته دارند.
- هفته‌های کبیسه دوره‌های زمانی شمرده‌شده در ماه‌ها را پیچیده می‌کنند. در گاهشماری کنونی، حداکثر تفاوت در طول چنین دوره‌هایی سه روز است. در گاهشماری همیشگی هنری–هانکه، این تفاوت هفت روز خواهد بود و استثنا طولانی‌تر از نرمال خواهد بود.
- ماه آخر هر فصل یک روز بیشتر از دو ماه دیگر دارد (۳۰:۳۰:۳۱)، اما اگر، مانند ایزو ۸۶۰۱، هفته‌ای به ماهی تعلق داشته باشد که اکثر روزهای آن در آن ماه است، آنگاه ماه دوم یک هفته بیشتر از دو ماه دیگر دارد (۴:۵:۴).
- سال‌های کبیسه نسبت به برخی پیشنهادهای دیگر دشوارتر تعیین می‌شوند، به‌طوری که ساده‌ترین الگوریتم به چرخه روزهای هفته گاهشماری میلادی وابسته است.
- برچیدن مناطق زمانی موقعیت‌های ناآشنا و غیرعادی ایجاد می‌کند: برای مثال، ظهر، یعنی میانه روز طبیعی که خورشید در بالای سر است، برای اکثر نقاط جهان به‌طور قابل توجهی از ساعت ۱۲:۰۰، میانه روز زمانی، فاصله خواهد داشت. این امر سفر را دشوارتر می‌کند، زیرا باید برنامه‌های کاملاً جدیدی برای هر طول جغرافیایی آموخته شود.
- نام (کنونی) بی‌طرف نیست.
- تاریخ‌های روز ماه برخی تعطیلات، مانند هالووین/سوون در ۳۱ اکتبر، و رویدادها از بین می‌روند، بنابراین باید در تاریخ دیگری، مانند ۳۰ اکتبر، جشن گرفته شوند، اما این تأثیر بر تاریخ‌های کمتری نسبت به پیشنهادهای اصلاحی با ۱۳ ماه ۴ هفته‌ای دارد.